# Rotkaninchen
Die Rotkaninchen, auch Wollschwanzhasen genannt (Pronolagus), sind eine in Afrika lebende Gattung der Familie der Hasen (Leporidae).

## Merkmale
Die vier Arten der Rotkaninchen unterscheiden sich nur gering voneinander. Die Systematik ist noch nicht vollständig geklärt. Kennzeichnend gegenüber anderen Hasen in Afrika sind die rotbraune bis braune Färbung, die auch den Schwanz mit einschließt, sowie die vergleichsweise kurzen Ohren der Tiere. Der Natal-Wollschwanzhase ist dabei die größte Art der Rotkaninchen, unterschieden werden die drei Arten jedoch nur aufgrund von geringen Unterschieden der Fellfärbung und der Schädelmaße.
Das Fell der Rotkaninchen ist dicht, wollig und rötlich gefärbt, der buschige Schwanz ist rotbraun gefärbt. Ihre Ohren sind relativ kurz, auch die Beine sind deutlich kürzer als etwa bei den Echten Hasen. Diese Tiere erreichen eine Kopf-Rumpf-Länge von 38 bis 56 Zentimetern und ein Gewicht von 1,3 bis 3 Kilogramm.

## Lebensweise
Der Lebensraum der Rotkaninchen sind zerklüftete, felsige Regionen, aber auch buschbewachsene Gebiete und Grasländer in der Nähe von Wäldern. Sie sind nachtaktive Tiere, tagsüber ziehen sie sich in Felsspalten, hohle Baumstämme oder in dichte Vegetation zurück. Manchmal benutzen sie höhergelegene Felsen als Aussichtspunkte, um eventuelle Fressfeinde beobachten zu können. Bei der Flucht geben sie schrille Geräusche von sich, entweder um den Angreifer zu verwirren oder um Artgenossen zu warnen. Üblicherweise leben diese Tiere einzelgängerisch, beim Natal-Wollschwanzhasen wird manchmal von kleinen Gruppen berichtet. Allerdings vergesellschaften sie sich manchmal mit Klippschliefern. Die Nahrung der Tiere besteht in erster Linie aus Gräsern und Zweigen.
Die Tragzeit der Tiere beträgt rund ein Monat, die Wurfgröße eins bis zwei. Für den Nachwuchs legt das Weibchen ein Nest aus Gräsern und Fell an. Die Jungen kommen nackt und blind zur Welt und sind Nesthocker.

## Systematik
Die Rotkaninchen werden als eigenständige Gattung den Hasen (Leporidae) zugeordnet. Die wissenschaftliche Erstbeschreibung erfolgte 1904 durch Marcus Ward Lyon. Auf der Basis von molekularbiologischen Daten wurde von Conrad A. Matthee et al. 2004 ein Kladogramm entwickelt, das die phylogenetischen Verwandtschaften der Gattungen innerhalb der Hasen zueinander darstellt. Demnach werden die Rotkaninchen einem Taxon bestehend aus dem afrikanischen Buschkaninchen (Poelagus marjorita) und den Streifenkaninchen (Nesolagus) in Südostasien als Schwestergruppe gegenübergestellt. Gemeinsam bildet diese Gruppe die Schwestergruppe zu allen übrigen Gattungen der Hasen.
Innerhalb der Gattung variieren  die Arten und Unterarten nur wenig in der Merkmalsgestaltung und Unterschiede zwischen den Populationen werden zu einem großen Teil auf ökologische Merkmalsvariationen (Kline) zurückgeführt. Auch auf molekularbiologischer Ebene sind die Arten kaum variabel. Vor diesem Hintergrund befinden sich die Artzuteilungen und entsprechend auch die der Untertarten teilweise noch in Diskussion. Nach aktuellem Stand von 2016 beinhaltet die Gattung vier anerkannte Arten:
- Natal-Wollschwanzhase (P. crassicaudatus) im südöstlichen Südafrika und angrenzenden Ländern (Lesotho, Eswatini, Mosambik)
- Rand-Wollschwanzhase (P. randensis) in Namibia, Botswana, Simbabwe und dem nördlichen Südafrika
- Rotkaninchen (P. rupestris) im östlichen und südlichen Afrika (von Kenia bis Südafrika)
- Hewitt-Wollschwanzhase (P. saundersiae) im östlichen Südafrika

Der Hewitt-Wollschwanzhase wurde ursprünglich nach Wilson & Reeder 2005 als Unterart von Pronolagus rupestris geführt, ist jedoch nach aktueller Betrachtung eine eigenständige Art.

## Belege
1. ↑  A.G. Duthie, T.J. Robinson: The African Rabbits In: Joseph A. Chapman, John E. C. Flux (Hrsg.): Rabbits, Hares and Pikas. Status Survey and Conservation Action Plan. (Memento des Originals vom 14. Januar 2009 im Internet Archive)  Info: Der Archivlink wurde automatisch eingesetzt und noch nicht geprüft. Bitte prüfe Original- und Archivlink gemäß Anleitung und entferne dann diesen Hinweis. (PDF; 11,3 MB) International Union for Conservation of Nature and Natural Resources (IUCN), Gland 1990; S. 124–127. ISBN 2-8317-0019-1.
2. 1 2 3  Conrad A. Matthee, Bettine Jansen Van Vuuren, Diana Bell Terence J. Robinson: A Molecular Supermatrix of the Rabbits and Hares (Leporidae) Allows for the Identification of Five Intercontinental Exchanges During the Miocene. Systematic Biology 53 (3); S. 433–447. (Abstract)
3. 1 2 3  Don E. Wilson & DeeAnn M. Reeder (Hrsg.): Pronolagus (Memento des Originals vom 19. Dezember 2016 im Internet Archive)  Info: Der Archivlink wurde automatisch eingesetzt und noch nicht geprüft. Bitte prüfe Original- und Archivlink gemäß Anleitung und entferne dann diesen Hinweis. in Mammal Species of the World. A Taxonomic and Geographic Reference (3rd ed).
4. 1 2 3  Genus Pronolagus. In: S.C. Schai-Braun, K. Hackländer: Family Leporidae (Hares and Rabbits) In: Don E. Wilson, T.E. Lacher, Jr., Russell A. Mittermeier (Herausgeber): Handbook of the Mammals of the World: Lagomorphs and Rodents 1. (HMW, Band 6) Lynx Edicions, Barcelona 2016; S. 109–111. ISBN 978-84-941892-3-4.